# 戸田東インターチェンジ
戸田東インターチェンジ（とだひがしインターチェンジ）は、埼玉県戸田市美女木東にある、東京外環自動車道のインターチェンジ。川口・三郷方面への入口、川口・三郷方面からの出口のみのハーフIC。
2022年（令和4年）4月1日より入口料金所がETC専用化された。出口については料金所がないため、非ETC車でも利用できる。

## 道路
- C3 東京外環自動車道（61番）

## 接続する道路
- 国道298号
- 国道17号（新大宮バイパス）

## 周辺
- JR埼京線北戸田駅
- イオンモール北戸田
- 埼玉県立南稜高等学校
- 日本銀行戸田分館
- 蕨戸田衛生センター
- 国土交通省北首都国道事務所戸田維持出張所
- さいたま市立浦和南高等学校
- 埼玉県荒川左岸南部下水道事務所

## 料金所
- レーン数：2
  - ETC専用：1
  - ETC・サポート：1

## 隣
C3 東京外環自動車道
(52)和光北IC/新倉PA - ((53)戸田西IC) - (60)美女木JCT - (61)戸田東IC - ((62)外環浦和IC) - (63)川口西IC